# Данель, Жан-Пьер
Жан-Пьер Данель (фр. Jean-Pierre Danel; род. 4 июня 1968, Ла Варен-Сент-Илер) — французский гитарист, композитор, продюсер.

## Биография
Сын певца Паскаля Данеля, который в 1960-х годах выпустил несколько французских песен, ставших мировыми хитами, включая «Килиманджаро» и «Романтический пляж». Племянник оперного режиссёра Жана-Пьера Поннеля.
Стал профессионалом в 14 лет. После многих гастролей и записей в музыкальных студиях с известными французскими музыкантами выпустил в Европе и США несколько альбомов с игрой на инструментальной гитаре, которые были проданы сотнями тысяч экземпляров и получили 8 золотых и серебряных дисков в 1980-х и 1990-х годах. Самый продаваемый инструментальный гитарист во Франции; записал множество дуэтов с известными французскими и зарубежными гитаристами. Его диски различных музыкальных стилей были выпущены его компанией «Головоломка Продакшн»; было продано более 21 млн экземпляров.

## Альбомы
В 2001 принял участие в записи серии благотворительных альбомов для ЮНИСЕФ под названием «Гитары мастеров — величайших гитаристов мира», вместе с Эриком Клэптоном, Карлосом Сантаной, BB King, Эл Ди Меолой, Popa Chubby, Стэнли Иордании и десятком других знаменитых гитаристов.
В июле 2006 года альбом «Guitar Connection» — номер 1 по продажам во Франции — дважды получил статус «Золотой диск» (продажи свыше 160 000 экземпляров), а его DVD получил титул «Алмазный диск».
В 2007 году был выпущен альбом «Guitar Connection 2», который занял 8-е место по продажам и стал «Золотым диском». Этот альбом включал дуэт с Хэнком Марвином, легендарным гитаристом The Shadows. Несколько синглов из этого альбома заняли 5-е и 7-е места в Top-50. Жан-Пьер Данель получил награды «Гран-при» по гитаре и «Алмазный диск» в честь 25-летней карьеры.
В 2008 году «Guitar Connection 3» получил статус «Серебряного диска», а DVD — «Платиновый диск». Сингл «The Pink Side of Miss Daisy» достиг 9-го места в Top-50.
В 2009 году «Guitar Connection Tribute To The Shadows» занял 6-е место в музыкальном Топе, а также «The Best of Guitar Connection» в сентябре 2009 года стал 23-м; «Jean-Pierre Danel plays The Shadows» занял 38-е место; «Guitar Connection Anthology» — 19-е место. DVD становится золотым. Диск «The Best of Guitar Connection» снова занял 2-е место в музыкальном топе.
В 2010 году выпустил альбом «Out of the Blues» в поддержку исследований по борьбе со СПИДом, он состоял из дуэтов с такими знаменитыми гитаристами, как Альберт Ли, Пол Personne, Ноно (группы Trust) и Скотт Хендерсон . Синглы были записаны в Париже и в студии Abbey Road в Лондоне, ставшей знаменитой благодаря «The Beatles».
Альбом «Stratospheric» стал «Лучшим альбомом 2011 года» в номинации инструментальный гитарный рок в Соединённых Штатах Америки. В том же году получил титул самого знаменитого композитора за композицию «Баллада для друга».
Жан-Пьер Данель позиционируется в рейтинге 1000 величайших гитаристов истории американского сайта «worldguitarists.com».
Продажи собственной компании Жана-Пьера Данеля — «Puzzle Productions» (основана в 1989) — превысили 22,4 миллиона дисков французских и иностранных музыкантов. Жан-Пьер Данель выпустил сам и совместно с другими продюсерами более 1900 альбомов, синглов, сборников и видео с Universal, Sony BMG Music Entertainment, EMI, Warner и др., включающих 18 000 синглов, 387 дисков, занимавших места в Топ-50, среди которых 209 занимали 1-е место в Топ-20.
Жан-Пьер Данель на сегодняшний день имеет на своём счету 183 золотых, платиновых и алмазных записей, в том числе «Buddha Bar». Он также выпустил с DJ Da Гай ряд ремиксов, транслируемых по французскому радио, известных музыкантов, таких как Мадонна, Бритни Спирс, Daft Punk и Моби. Он имеет право представлять во Франции и Европе около 700 музыкантов (Боб Марли, Джими Хендрикс, Джеймс Браун, Kool & the Gang, Компай Сегундо, Глория Гейнор, Лучано Паваротти и другие). Он перевыпустил записи Элвиса Пресли, Фрэнка Синатры, Сержа Генсбура, Жака Бреля, Жоржа Брассенса, Leo Ferry и многих других.
В октябре 2002 года Данелю было присвоено звание исполнителя, получившего наибольшее количество дисков в музыкальном топе за одну неделю (19 его произведений); то есть с 1989 года он реализовал в Top-50 в среднем один диск в месяц.

## Другие направления творчества
В 2006 выпустил DVD под названием «Кар академия» — короткометражный юмористический вымышленный фильм с роскошными автомобилями и супермоделями, который получил дважды титул бриллиантового диска и был продан тиражом более чем в 200 000 экземпляров.
Издал около десяти книг, в том числе «Инструкция по женщинам» (включающих около 3000 цитат 500 авторов) и легендарная книга «Fender Stratocaster Legende», которая создана благодаря его собственной коллекции гитар, включающей в себя три редких гитары: мисс Daisy, леди Роуз и Маркиза.
В 2007 издал биографию другого рода «Знаменитую Судьбу Саши Гитри», дневник под названием «Хроники интересной жизни (ну, я думаю, …)», в 2008 и 2009 — различные юмористические коллекции и биографию Элвиса Пресли.

## Дискография

### Альбомы
| Год  | Альбом                                     | Позиция в чарте | Позиция в чарте | Позиция в чарте | Примечания |
| Год  | Альбом                                     | FR              | BEL/WAL         | CH              | Примечания |
| ---- | ------------------------------------------ | --------------- | --------------- | --------------- | ---------- |
| 1993 | Chorus                                     | 25              | 9               | —               |            |
| 1994 | Remember Shadows/Les Années Shadows        | 34              | —               | —               |            |
| 1997 | Guitar Line                                | 61              | —               | —               |            |
| 2006 | Guitar Connection                          | 1               | 3               | 70              |            |
| 2007 | Guitar Connection 2                        | 8               | 7               | —               |            |
| 2008 | Guitar Connection 3                        | 18              | —               | 89              |            |
| 2009 | Guitar Connection — Tribute to The Shadows | 6               | —               | —               |            |
| 2009 | The Best of Guitar Connection              | 23              | —               | —               |            |
| 2009 | Guitar Connection                          | 7               | —               | —               | Перезапись |
| 2009 | Guitar Connection 2                        | 33              | —               | —               | Перезапись |
| 2009 | Jean-Pierre Danel plays The Shadows        | 38              | —               | —               |            |
| 2009 | Guitar Connection Anthology                | 19              | —               | —               |            |
| 2009 | Guitar Connection 3                        | 26              | —               | —               | Перезапись |
| 2010 | The Best of Guitar Connection              | 2               | —               | —               | Перезапись |
| 2010 | Out of the blues                           | 3               | —               | —               |            |
| 2011 | When the guitar rocks                      | 9               | —               | —               |            |
| 2011 | Guitar Guitar Guitar                       | 14              | —               | —               |            |
| 2011 | Stratospheric                              | 46              | —               | —               |            |
| 2011 | Out of the blues                           | 26              | —               | —               | Перезапись |

### Синглы
| Год  | Сингл                                                                           | Позиция в чартах      | Позиция в чартах | Альбом                                     | Примечания                            |
| Год  | Сингл                                                                           | FR                    | EUR              | Альбом                                     | Примечания                            |
| ---- | ------------------------------------------------------------------------------- | --------------------- | ---------------- | ------------------------------------------ | ------------------------------------- |
| 2006 | «A love theme for Sabine»                                                       | 15                    | —                | Guitar Connection                          |                                       |
| 2006 | «Sleepwalk»                                                                     | 18                    | —                | Guitar Connection                          |                                       |
| 2006 | «Ballad for a friend»                                                           | 39                    | —                | Guitar Connection                          |                                       |
| 2007 | «Nz girl blues»                                                                 | 5                     | 23               | Guitar Connection 2                        |                                       |
| 2007 | «My song of you»                                                                | 7                     | 26               | Guitar Connection 2                        | Дуэт с Лораном Вульзи                 |
| 2007 | «Guitar Connection Medley (Part I)»                                             | 13                    | 44               | Guitar Connection 2                        |                                       |
| 2007 | «Nivram»                                                                        | 15                    | 50               | Guitar Connection 2                        | Дуэт с Хэнком Марвином)               |
| 2007 | «Nivram»                                                                        | 8 (Норвегия)          | —                | Guitar Connection 2                        | Дуэт с Хэнком Марвином                |
| 2007 | «Nivram»                                                                        | 86 (Германия)         | —                | Guitar Connection 2                        | Дуэт с Хэнком Марвином                |
| 2008 | «The pink side of miss daisy»                                                   | 9                     | 29               | Guitar Connection 3                        |                                       |
| 2008 | «Honky Tonk Woman»                                                              | 18                    | —                | Guitar Connection 3                        |                                       |
| 2009 | «The rise and fall of flingel bunt»                                             | 43                    | —                | Guitar Connection — Tribute to The Shadows |                                       |
| 2009 | «Good Guitar Vibrations»                                                        | 20                    | —                | The Best of Guitar Connection              |                                       |
| 2009 | «Come together»                                                                 | 21                    | —                | The Best of Guitar Connection              |                                       |
| 2009 | «Concerto de aranjuez»                                                          | 30                    | —                | Jean-Pierre Danel plays The Shadows        |                                       |
| 2009 | «While my guitar gently weeps»                                                  | 29                    | —                | Guitar Connection Anthology                | Дуэт с Паскалем Данелем               |
| 2010 | «Out of the blues»                                                              | 20                    | —                | Out of the blues                           |                                       |
| 2010 | «Rock me baby»                                                                  | 36                    | —                | Out of the blues                           | Дуэт с Акселем Бауэром                |
| 2011 | «Rock me baby»                                                                  | 112 (Норвегия)        | —                | Out of the blues                           | Дуэт с Акселем Бауэром                |
| 2011 | «This incredible fortune to be two»                                             | 12                    | —                | Out of the blues                           | С Луи Бертиньяком и Беверли Джо Скотт |
| 2011 | «This incredible fortune to be two»                                             | 1 (ITunes Бельгия)    | —                | Out of the blues                           | С Луи Бертиньяком и Беверли Джо Скотт |
| 2011 | «This incredible fortune to be two»                                             | 7 (ITunes Люксембург) | —                | Out of the blues                           | С Луи Бертиньяком и Беверли Джо Скотт |
| 2011 | «This incredible fortune to be two» (with Louis Bertignac and Beverly Jo Scott) | 51 (ITunes Ирландия)  | —                | Out of the blues                           | С Луи Бертиньяком и Беверли Джо Скотт |
| 2011 | «Forbidden Games»                                                               | 47 (ITunes Финляндия) | —                | Guitar Guitar Guitar                       |                                       |
| 2012 | «M Appeal»                                                                      | 7 (Норвегия)          | —                | Out of the blues                           | Дуэт с Хэнком Марвином                |